# Санта-Комба-ди-Росаш
Са́нта-Ко́мба-ди-Ро́саш (порт. Santa Comba de Rossas)  —  район (фрегезия) в Португалии,  входит в округ Браганса. Является составной частью муниципалитета  Маседу-ди-Кавалейруш. По старому административному делению входил в провинцию Траз-уш-Монтиш и Алту-Дору. Входит в экономико-статистический  субрегион Алту-Траз-уш-Монтиш, который входит в Северный регион. Население составляет 366 человек на 2001 год. Занимает площадь 9,20 км².